# اردیبهشت (امشاسپند)
اردیبهشت (اوستایی: 𐬀𐬴𐬀 𐬬𐬀𐬵𐬌𐬱𐬙𐬀 = اَشَ وَهیشتَ) دومین اَمِشاسْپَند از شش امشاسپندی است که اهورامزدا را در اداره جهان یاری می‌کنند. امروزه امشاسپند به نامیرای مقدس (ورجاوند جاودانه) تعریف می‌شوند که در ادبیات زرتشتی لقب هر یک از فروزه‌های اهورامزدا است.

## پیدایش
مشهور است که زرتشت پیامبر به برکت قوهٔ ابتکار خویش این موجودات روحانی و غیرعادی را بر جای ایزدان قدیم اقوام آریایی برنشاند. برای اولین بار در گاهان هفت هات نام امشاسپندان آورده شده است. اردیبهشت (ارت ویهشت /اشا ویهشت) به معنای بهترین راستی، حق و حقیقت، دادگری و نظم و ترتیب است.

## تعداد امشاسپندان
شمار امشاسپندان معمولاً در دین زرتشت هفت بوده است که با تقدس عظیم عدد هفت در آسیای مرکزی و گروه‌های هفتگانه خدایان و دیوان همسانی دارد. (بهمن، اردیبهشت، شهریور، سپندار مذ، خرداد، امرداد
و سپندمینو)

## ماهیت
اردیبهشت یکی از مهم‌ترین فروزه‌های اهورامزدا و دومین امشاسپند پس از بهمن است. در ویسپرد آورده شده که آنچه اهورامزدا به دست بهمن بیافرید به دستیابی اردیبهشت افزون خواهد کرد. در گاهان به شکل اش آورده شده است؛ که در مینوگ یا جهان روحانی، نماد راستی و پاکی و تقدس اهورامزدا و در جهان مادی نگهبان گیاهان و کلید آتش‌های روی زمین است.

## وظایف و خویشکاری
هر یک از امشاسپندان از جمله اردیبهشت وظیفه ای بر عهده دارند تا چرخ زمان را بر اساس میل اهورامزدا و علی‌رغم کوشش اهریمن یا انگزه مئینو برای برهم زدن نظم جهان به چرخش درآوردند.
او نیایش‌ها را زیر نظر دارد و هم در این جهان و هم در جهان مینوی و دوزخ نظم را بر قرار می‌کند تا گناهکاران بیش از حد مجازات نشوند و همچنین نماینده او در جهان آتش است.
او به همراه ایزد آذر گروهی از دیوان را که باعث تأخیر در بارش باران شده بودند را از میان بردند.
ایزدان سروش، نریوسنگ، بهرام و ایزد آذر از یاران او هستند. آنانی که دوست و یار اردیبهشت هستند بهترین پاداش‌ها را دریافت می‌کنند. از میان دیوان، دیو ایندرا (دیو خشم) دشمن اردیبهشت امشاسپند است. هر شب که اهریمن و دیوان و دروجان از دوزخ به زمین بتازند چون خورشید فروشود، هرمزد، بهمن، اردیبهشت، شهریور، خرداد، امرداد، مهر، سوش، رشن و… آماده کارزار با او می‌شوند. همچنین بهمن و اردیبهشت امشاسپند جنبه روحانی-فرمانروایی، شهریور امشاسپند جنبه رزم آوری و امرداد و خرداد امشاسپند جنبه تولیدی دارند.

## در منابع گوناگون
در بندهشن آورده شده است که اهورامزدا همچون سلطان و فرشتگان شش‌گانه وزرای پادشاهی او هستند و هر یک مراتبی دارند. بهمن، اردیبهشت و شهریور در رتبه‌های اول تا سوم و در سمت راست اهورامزدا هستند و سپندارمذ، خرداد و امرداد در رتبه‌های چهارم تا ششم و در سمت چپ اهورامزدا قرار دارند.
در اوستا آمده اردیبهشت نام دومین امشاسپند است و در اوستا به صورت اش وهیشت آمده است
و از دو جز ترکیب یافته است و اش معانی گسترده‌ای دارد و به معانی راستی، درستی، پاکی، قدس و … به کار گرفته شده است؛ که برای توصیف اردیبهشت مناسب‌ترین واژه است.
در پهلوی نام اردیبهشت به دو صورت اش وهیشت یا ارت وهیشت و گاهی به صورت اردی مخفف می‌شود؛ و در ادبیات پهلوی هرمزد با او و بهمن مشورت می‌کند
از یشت‌ها سومین یشت به نام او نامیده شده و از نیایش‌ها نماز اشم وهو که از نیایش‌های مهم مزدیسنا است و از گل‌ها گل مرزنگوش که گلی خوشبو است به او منسوب می‌شود.
در فرهنگ فارسیاردیبهشت به معنای بهشتی در برابر دوزخ به کار رفته است.
امروزه نیز این واژه به صورت ارد به کار می‌رود که در واژه اردوان و اردشیر مشهود است.

## جشن اردیبهشتگان
ماه دوم سال و روز سوم هر ماه به نام اردیبهشت نام گرفته است؛ و در روز اردیبهشت در اردیبهشت ماه جشن اردیبهشتگان برگزار می‌شده است.

## نشانه و نمادها
این امشاشپند در جهان مینوی نمایانگر راستی و پاکی و حقوری اهورامزدا است و در جهان خاکی نگهبان آتش است از این رو برخی از فرهنگ‌های فارسی به معنی آتش گرفته شده است. ارته وهیشته (اشه وهیشته) به معنی بهترین ارته است که از میان دیگر امشاسپندان زیباترین امشاسپند و نمادی از نظام جهانی، قانون ایزدی و نظم اخلاقی در این جهان است.

## نقش او در دین زرتشت
برای قبولاندن دین زرتشت به گشتاسپ و ایمان آوردن او به این آیین ایزد آذر (آتر) همراه بهمن و اردیبهشت امشاسپند به دربار او می‌روند و حقیقت دین زرتشت را بر او روشن می‌کنند.